# Gabriela Cé
Gabriela Vianna Cé (* 3. März 1993 in Porto Alegre) ist eine brasilianische Tennisspielerin.

## Karriere
Cé spielt hauptsächlich Turniere auf der ITF Women’s World Tennis Tour, bei der sie bereits 14 Einzel- und 21 Doppeltitel feiern konnte. Im November 2015 gewann sie zudem die Doppelkonkurrenz bei einem Turnier der WTA Challenger Series.
Daneben spielt sie seit 2014 für die brasilianische Fed-Cup-Mannschaft; ihre bisherige Fed-Cup-Bilanz weist zehn Siege und neun Niederlagen aus.
Ihre besten Weltranglistenpositionen erreichte sie im Einzel im September 2019 mit Rang 221 und im Doppel im April 2016 mit Platz 109.

## Turniersiege

### Einzel
| Nr. | Datum             | Turnier               | Kategorie     | Belag     | Finalgegnerin            | Ergebnis      |
| --- | ----------------- | --------------------- | ------------- | --------- | ------------------------ | ------------- |
| 1.  | 31. März 2012     | Ribeirão Preto        | ITF $10.000   | Sand      | Natasha Fourouclas       | 6:1, 6:0      |
| 2.  | 8. Juni 2013      | São Paulo             | ITF $10.000   | Sand      | Ana Clara Duarte         | 7:62, 6:2     |
| 3.  | 9. November 2013  | São José do Rio Preto | ITF $10.000   | Sand      | Carolina Alves           | 6:2, 4:6, 7:5 |
| 4.  | 16. November 2013 | São José do Rio Preto | ITF $10.000   | Sand      | Nathália Rossi           | 7:63, 6:3     |
| 5.  | 30. November 2013 | São Paulo             | ITF $10.000   | Sand      | Andrea Benítez           | 7:65, 7:5     |
| 6.  | 23. März 2014     | Santiago de Chile     | ITF $10.000   | Sand      | Fernanda Brito           | 6:3, 7:5      |
| 7.  | 12. April 2014    | São José do Rio Preto | ITF $10.000   | Sand      | Paula Cristina Gonçalves | 1:1 Aufgabe   |
| 8.  | 27. Juli 2014     | Campos do Jordão      | ITF $15.000   | Hartplatz | Eduarda Piai             | 6:3, 6:2      |
| 9.  | 16. Juli 2017     | Campos do Jordão      | ITF $15.000   | Hartplatz | Guillermina Naya         | 6:4, 7:63     |
| 10. | 8. September 2018 | Luque                 | ITF $15.000+H | Hartplatz | Bárbara Gatica           | 7:63, 6:2     |
| 11. | 5. Dezember 2021  | Curitiba              | ITF W15       | Sand      | Thaisa Grana Pedretti    | 3:0 Aufgabe   |
| 12. | 7. August 2022    | Rio de Janeiro        | ITF W25       | Sand      | Noelia Zeballos          | 4:6, 7:5, 6:3 |
| 13. | 12. Mai 2024      | Nova Gorica           | ITF W15       | Sand      | Weronika Podres          | 7:64, 7:5     |
| 14. | 28. Juli 2024     | Brežice               | ITF W15       | Sand      | Iva Primorac             | 6:4, 6:4      |

### Doppel
| Nr. | Datum             | Turnier               | Kategorie      | Belag             | Partnerin                | Finalgegnerinnen                                | Ergebnis          |
| --- | ----------------- | --------------------- | -------------- | ----------------- | ------------------------ | ----------------------------------------------- | ----------------- |
| 1.  | 30. Oktober 2010  | Itu                   | ITF $10.000    | Sand              | Vivian Segnini           | Flávia Dechandt Araújo Carla Forte              | 6:0, 6:4          |
| 2.  | 1. April 2011     | Ribeirão Preto        | ITF $10.000    | Sand              | Irina Chromatschowa      | Monique Albuquerque Isabela Miró                | 6:2, 6:4          |
| 3.  | 29. April 2011    | São Paulo             | ITF $10.000    | Sand              | Carla Forte              | Isabela Miró Nathália Rossi                     | 7:65, 6:4         |
| 4.  | 7. Oktober 2011   | São Paulo             | ITF $10.000    | Sand              | Maria Fernanda Alves     | Flávia Dechandt Araújo Paula Cristina Gonçalves | 6:2, 6:4          |
| 5.  | 30. März 2012     | Ribeirão Preto        | ITF $10.000    | Sand              | Carla Forte              | Isabella Robbiani Carolina Zeballos             | 6:1, 3:6, [10:7]  |
| 6.  | 8. November 2013  | São José do Rio Preto | ITF $10.000    | Sand              | Nathália Rossi           | Carolina M. Alves Juliana Rocha Cardoso         | 6:3, 6:4          |
| 7.  | 26. Juni 2015     | Périgueux             | ITF $25.000    | Sand              | Florencia Molinero       | Victoria Rodríguez Marcela Zacarías             | 6:3, 6:2          |
| 8.  | 28. November 2015 | Carlsbad              | WTA Challenger | Hartplatz (Halle) | Verónica Cepede Royg     | Oksana Kalashnikova Tatjana Maria               | 1:6, 6:4, [10:8]  |
| 9.  | 5. März 2016      | Campinas              | ITF $25.000    | Sand              | Florencia Molinero       | Guadalupe Perez Rojas Nadia Podoroska           | 1:6, 6:4, [10:4]  |
| 10. | 14. Mai 2016      | Naples                | ITF $25.000    | Sand              | Justyna Jegiołka         | Sophie Chang Renata Zarazúa                     | 6:1, 6:2          |
| 11. | 3. März 2017      | Curitiba              | ITF $25.000    | Sand              | Andrea Gámiz             | Laura Pigossi Jil Teichmann                     | 4:6, 6:2, [10:2]  |
| 12. | 31. März 2017     | Campinas              | ITF $15.000    | Sand              | Thaisa Grana Pedretti    | Nathaly Kurata Giovanna Tomita                  | 6:1, 6:3          |
| 13. | 8. April 2017     | São José dos Campos   | ITF $15.000    | Sand              | Thaisa Grana Pedretti    | Victoria Bosio Julieta Lara Estable             | 5:7, 7:66, [10:3] |
| 14. | 21. April 2017    | Hammamet              | ITF $15.000    | Sand              | Andrea Gámiz             | Manon Arcangioli Jessika Ponchet                | 6:1, 6:2          |
| 15. | 28. Juli 2017     | Campos do Jordão      | ITF $15.000    | Hartplatz         | Thaisa Grana Pedretti    | Nathaly Kurata Eduarda Piai                     | 7:5, 6:4          |
| 16. | 25. August 2017   | Artvin                | ITF $60.000    | Hartplatz         | Ankita Raina             | Eliza Kostowa Jana Sisikowa                     | 6:2, 6:3          |
| 17. | 1. September 2017 | Almaty                | ITF $25.000    | Sand              | Jana Sisikowa            | Nigina Abduraimova Oqgul Omonmurodova           | 6:4, 3:6, [10:7]  |
| 18. | 4. Mai 2019       | Pula                  | ITF W25        | Sand              | Chiara Scholl            | Naiktha Bains Anna Bondár                       | 6:0, 7:5          |
| 19. | 29. Juni 2019     | Tarvisio              | ITF W25        | Sand              | Paula Cristina Gonçalves | Gloria Ceschi Rasheeda McAdoo                   | 6:2, 4:6, [10:3]  |
| 20. | 31. August 2019   | Bagnatica             | ITF W25        | Sand              | Carolina Meligeni Alves  | Martina Caregaro Federica Di Sarra              | 6:2, 1:6, [10:5]  |
| 21. | 23. Januar 2021   | Antalya               | ITF W15        | Sand              | Victoria Bosio           | Miyu Katō Haine Ogata                           | 6:4, 6:3          |
| 22. | 15. Mai 2021      | Antalya               | ITF W15        | Sand              | Cristina Dinu            | Katharina Hering Natalia Siedliska              | 7:5, 6:1          |